# کریستن لی
کریستن لی (انگلیسی: Kristen Li؛ زادهٔ ۲۶ آوریل ۲۰۰۲) بازیگر، صداپیشه ارمنی‌تبار اهل ایالات متحده آمریکا است. وی از سال ۲۰۱۰ میلادی تاکنون مشغول فعالیت بوده‌است.

## گزیده فیلم‌شناسی
- روزهای زندگی ما (۲۰۱۱; ۲۰۱۲)
- تایتان‌های نوجوان به پیش (۲۰۱۶)
- دانشگاه هیولاها (۲۰۱۳)